# Bräntskalsflyarna (Hotagens socken, Jämtland, 712091-143263)
Bräntskalsflyarna är en sjö i Krokoms kommun i Jämtland och ingår i Ångermanälvens huvudavrinningsområde. Sjön har en area på 0,0871 kvadratkilometer och ligger 717,4 meter över havet. Bräntskalsflyarna ligger i Gråberget-Hotagsfjällen Natura 2000-område.